# A Flock of Seagulls
A Flock of Seagulls är ett brittiskt new waveband grundat i Liverpool 1979. Bandet hade sin storhetstid på det tidiga 1980-talet. Gruppen bestod av sångaren Mike Score, hans bror Ali Score på trummor, Mikes kompis Frank Maudsley på basgitarr, och gitarristen Paul Reynolds. Både Mike Score och Maudsley var hårstylister innan, och frisyrerna de hade blev uppmärksammade och associerade till new wave-fenomenet. Gruppen släppte sin första singel, "Telecommunication", 1981, men den blev ingen större hit.
Året därpå gav man ut låten "I Ran (So Far Away)" som blev en stor hit i USA. I Storbritannien fick de en hit med "Wishing (If I Had a Photograph of You)" senare samma år. I Storbritannien blev "I Ran" inte alls en lika stor framgång som i USA. En bidragande orsak till "I Ran"s popularitet kan ha varit musikvideon som visades på MTV med jämna mellanrum.
Gruppen släppte sitt andra album, Listen 1983. Albumet blev en hyfsad framgång för gruppen. Snabbt efter att det albumet givits ut dalade dock gruppens popularitet kraftigt, de två album man släppte efter detta sålde dåligt. Gruppen upplöstes 1986. Men redan 1989 skapade Mike Score en ny uppsättning av bandet och släppte singeln "Magic". Detta var dock ett kortlivat projekt, och de flesta medlemmarna lämnade gruppen samma år.
År 2003 återförenades gruppen kort inför ett uppträdande på TV-kanalen VH-1, efter att ha gjort ett par live-uppträdanden i London.

## Medlemmar
Nuvarande medlemmar
- Mike Score – sång, keyboard, gitarr (1980–1986, 1988–)
- Pando – elbas (2004–)
- Kevin Rankin – trummor (2016–)
- Gord Deppe – gitarr (2017–)

Tidigare medlemmar
- Frank Maudsley – elbas (1980–1986, 2003, 2004, 2018)
- Ali Score – trummor (1980, 1980–86, 2003, 2004, 2018)
- Willie Woo – gitarr (1980)
- Mark Edmondson – trummor (1980)
- Paul Reynolds – gitarr (1980–1984, 2003, 2004, 2018)
- Chris Chryssaphis – keyboard (1984–1985)
- Gary Steadman – gitarr (1984–1985)
- Ed Berner – gitarr (1988–1998)
- Dave Maerz – gitarr (1988–1989)
- Kaya Pryor – trummor, percussion (1988–1994)
- Mike Radcliffe – elbas (1988–1994)
- Mike Railton – keyboard (1988–1994)
- Jonte Wilkins – trummor (1988–1989)
- Mike Marquart – trummor (1989)
- A.J. Mazzetti – trummor (1994–1998)
- Dean Pichette – elbas (1994–1998)
- Joe Rodriguez – gitarr (1998–2017)
- Darryl Sons – trummor (1998–2004)
- Rob Wright – elbas (1998–2004)
- Michael Brahm – trummor (2004–2016)

## Diskografi
| Studioalbum - 1982 – A Flock of Seagulls - 1983 – Listen - 1984 – The Story of a Young Heart - 1986 – Dream Come True - 1995 – The Light at the End of the World - 2018 – Ascension - 2021 – String Theory Livealbum - 1982 – A Flock of Seagulls - Live - 1999 – I Ran Samlingsalbum - 1987 – The Best of A Flock of Seagulls (1987) - 1992 – Telecommunications (1992) - 1995 – 20 Classics of the 80's (1995) - 1996 – Wishing (1996) - 1998 – The Best of A Flock of Seagulls (1998) - 1999 – Greatest Hits Remixed (1999) - 2003 – Platinum & Gold Collection (2003) - 2003 – Essential New Wave (2003) - 2004 – I Ran: The Best of A Flock of Seagulls (2004) - 2006 – We Are the 80's (2006) - 2008 – Space Age Love Songs (2008) - 2008 – Playlist: The Very Best of A Flock of Seagulls (2008) EP-skivor - 1981 – Modern Love is Automatic (1981) - 1989 – Magic (1989) | Singlar (topp 50 på UK Singles Chart) - 1982 – "I Ran (So Far Away)" (#43) - 1982 – "Space Age Love Song" (#34) - 1982 – "Wishing (If I Had a Photograph of You)" (#10) - 1983 – "Transfer Affection" (#38) - 1984 – "The More You Live, the More You Love" (#26) |